# Liste der Kulturdenkmale in Walschleben
In der Liste der Kulturdenkmale in Walschleben sind alle Kulturdenkmale der thüringischen Gemeinde Walschleben (Landkreis Sömmerda) und ihrer Ortsteile aufgelistet (Stand: 2006).

## Walschleben
Einzeldenkmale
| Bild                                    | Bezeichnung            | Lage                  | Datierung | Beschreibung                                                     | ID |
| --------------------------------------- | ---------------------- | --------------------- | --------- | ---------------------------------------------------------------- | -- |
| weitere Bilder Fotos hochladen          | Kirche mit Ausstattung | Am Plan (Karte)       |           |                                                                  |    |
| Fotos hochladen                         | Wohn- und Gasthaus     | Am Plan 1/Hageleite 2 |           |                                                                  |    |
| Direkt Bild zu diesem Denkmal hochladen | Portal                 | Bahnhofstraße 25      |           | Portal und Fachwerk-Obergeschoss des Wohnhauses auf der Hofseite |    |
| Direkt Bild zu diesem Denkmal hochladen | Tür                    | Breite Straße 5       |           |                                                                  |    |
| Direkt Bild zu diesem Denkmal hochladen | Wohnhaus               | Lange Straße 26       |           |                                                                  |    |
| Direkt Bild zu diesem Denkmal hochladen | Wohnhaus               | Ringstraße 15         |           |                                                                  |    |

## Quelle
- Landkreis Sömmerda. (Memento vom 1. Februar 2017 im Internet Archive; PDF; 160 kB) landkreis-soemmerda.de, Auszug aus dem Denkmalbuch des Landes Thüringen